# Freedom Call
Freedom Call ist eine deutsche Power-Metal-Band.

## Geschichte
Freedom Call wurde Anfang 1998 in Nürnberg von Sänger und Gitarrist Chris Bay (Moon’Doc) und Schlagzeuger Dan Zimmermann (Gamma Ray) ins Leben gerufen. Zu diesen stießen nach ersten Aufnahmen der Bassist Ilker Ersin, mit dem Bay schon bei Moon’Doc zusammen gespielt hatte, und der Gitarrist Sascha Gerstner. Noch im gleichen Jahr nahm die Band ein selbstbetiteltes Demo auf. Das Debütalbum Stairway to Fairyland und die EP Taragon folgten 1999. Auf Taragon wurde eine Coverversion des Ultravox-Stücks Dancing with Tears in My Eyes veröffentlicht. Im Februar 2001 erschien Crystal Empire, später im gleichen Jahr wurde Gerstner durch Cédric „Cede“ Dupont ersetzt. Dupont und Ersin schieden im Juli bzw. September 2005 nach Veröffentlichung der beiden Alben Eternity und The Circle of Life aus der Band aus. Als Nachfolger kamen wenig später Armin Donderer und Lars Rettkowitz dazu. Im Januar 2010 erschien das Album Legend of the Shadowking. Dan Zimmermann verließ die Band Ende 2009 aufgrund der ansteigenden Doppelbelastung mit Gamma Ray. Sein Nachfolger wurde Klaus Sperling (Ex-Primal Fear, Sinner etc.), der der Band bei Konzerten schon seit einiger Zeit am Schlagzeug ausgeholfen hatte.
Das Album Land of the Crimson Dawn erschien 2012. Die Special Edition enthält eine Bonus-CD mit Coverversionen. Die Bands Powerworld, Secret Sphere, Downspirit, Manimal, Neonfly und Hannes Braun von Kissin’ Dynamite interpretieren darauf Songs von Freedom Call. Am 21. Februar 2014 veröffentlichten Freedom Call ihr siebtes Studio-Album Beyond. Das folgende Album Master of Light erschien 2016.
2018 gaben Schlagzeuger Ramy Ali sowie Bassist Ilker Ersin ihren Ausstieg aus der Band bekannt. Das Schlagzeugspiel wurde daraufhin auf Konzerten von verschiedenen Gastmusikern übernommen. Als feste neue Bandmitglieder wurden schließlich 2019 Francesco Ferraro am Bass sowie Timmi Breideband am Schlagzeug bekannt gegeben. Breideband verließ die Band allerdings bereits im selben Jahr wieder. 2023 kehrte schließlich Ramy Ali ans Schlagzeug zurück.

## Stil und Rezeption
Freedom Call spielt keyboardlastigen Power Metal mit eingängigen, oft hymnischen Melodien.
Die Texte ihrer ersten drei Alben spielen in einer Fantasywelt, während auf The Circle of Life eine Vielzahl von Themen aus dem Komplex „Mensch und Gesellschaft“ behandelt wird. Das 2007er Album Dimensions „verbindet“ laut Freedom Call „jetzt die jeweils gelungensten Eigenarten beider Werke“ (gemeint sind Eternity und The Circle of Life) und beschäftigt sich mit der Frage, wo die Klimakatastrophe enden wird und wie die Zukunft der Menschheit aussieht.
Das 2010 erschienene „Legend of the Shadowking“ bezieht seine Themen aus einem umfangreicheren Gebiet als die Vorgängeralben. Neben bekannten Fantasy-Themen wie dem Mythos um Merlin oder die Stadt Babylon wird in mehreren Liedern die historisch reale Figur Ludwig II. von Bayern behandelt.

## Bandmitglieder

Freedom Call live auf dem Rockharz 2019
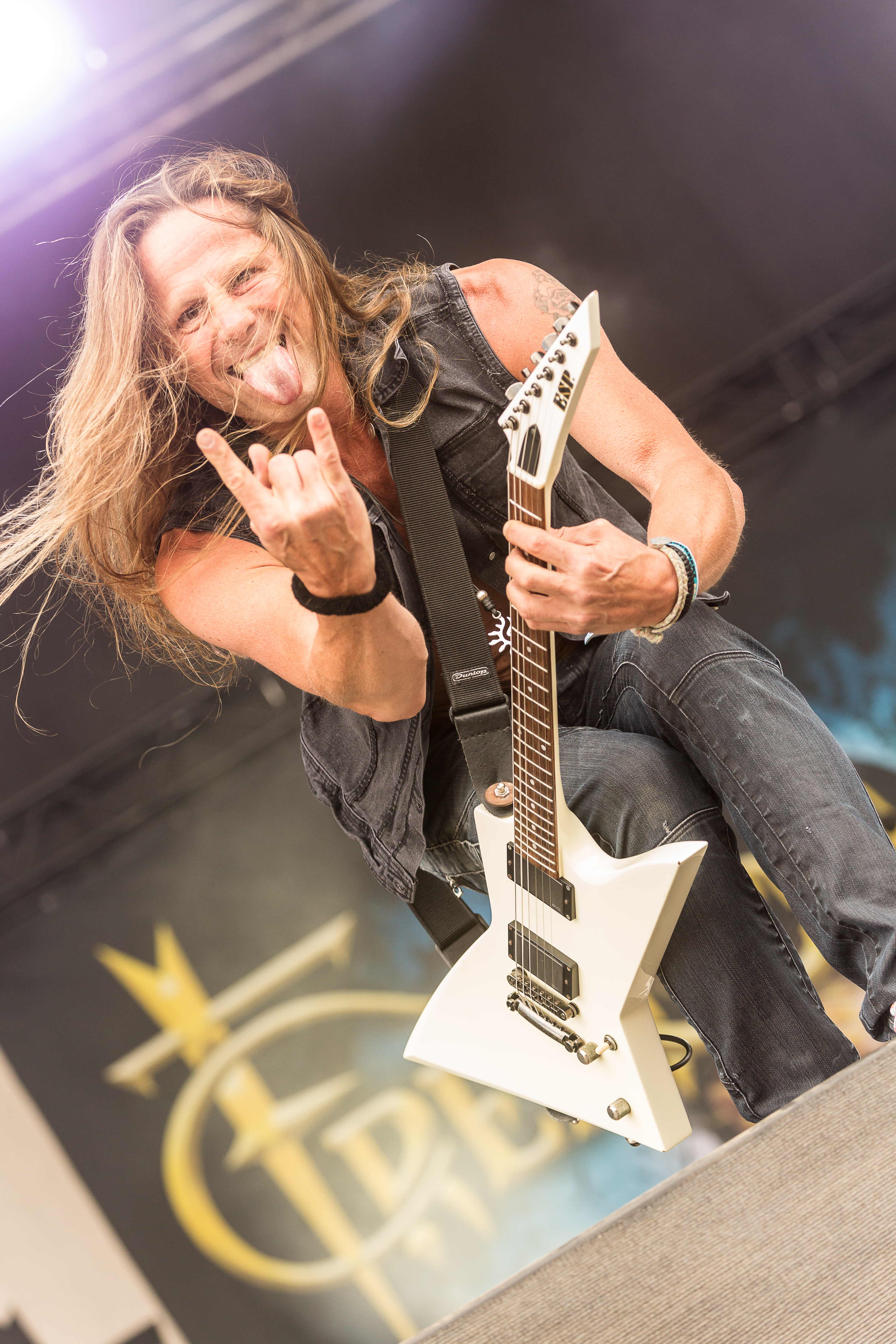
Sänger Chris Bay
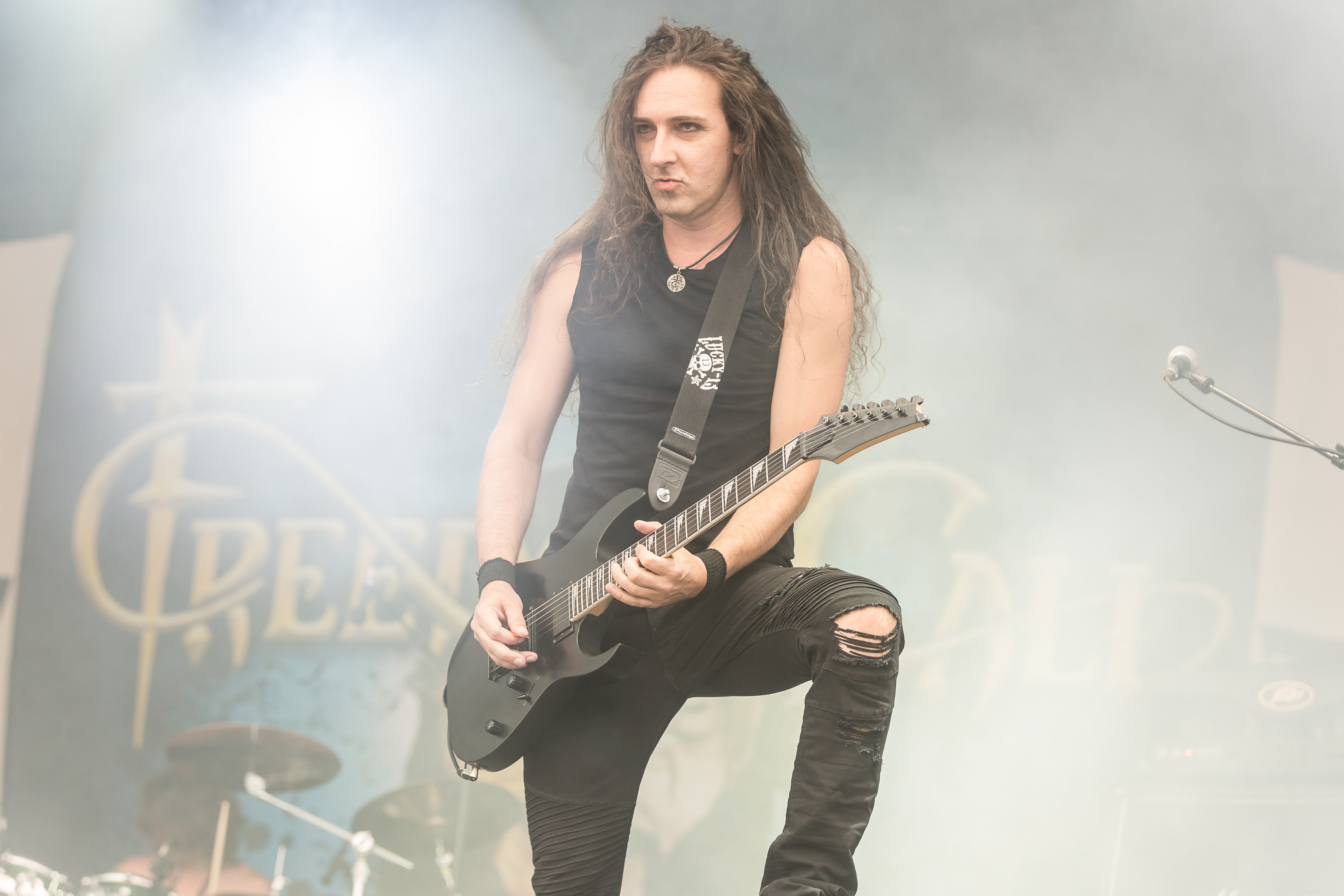
Gitarrist Lars Rettkowitz
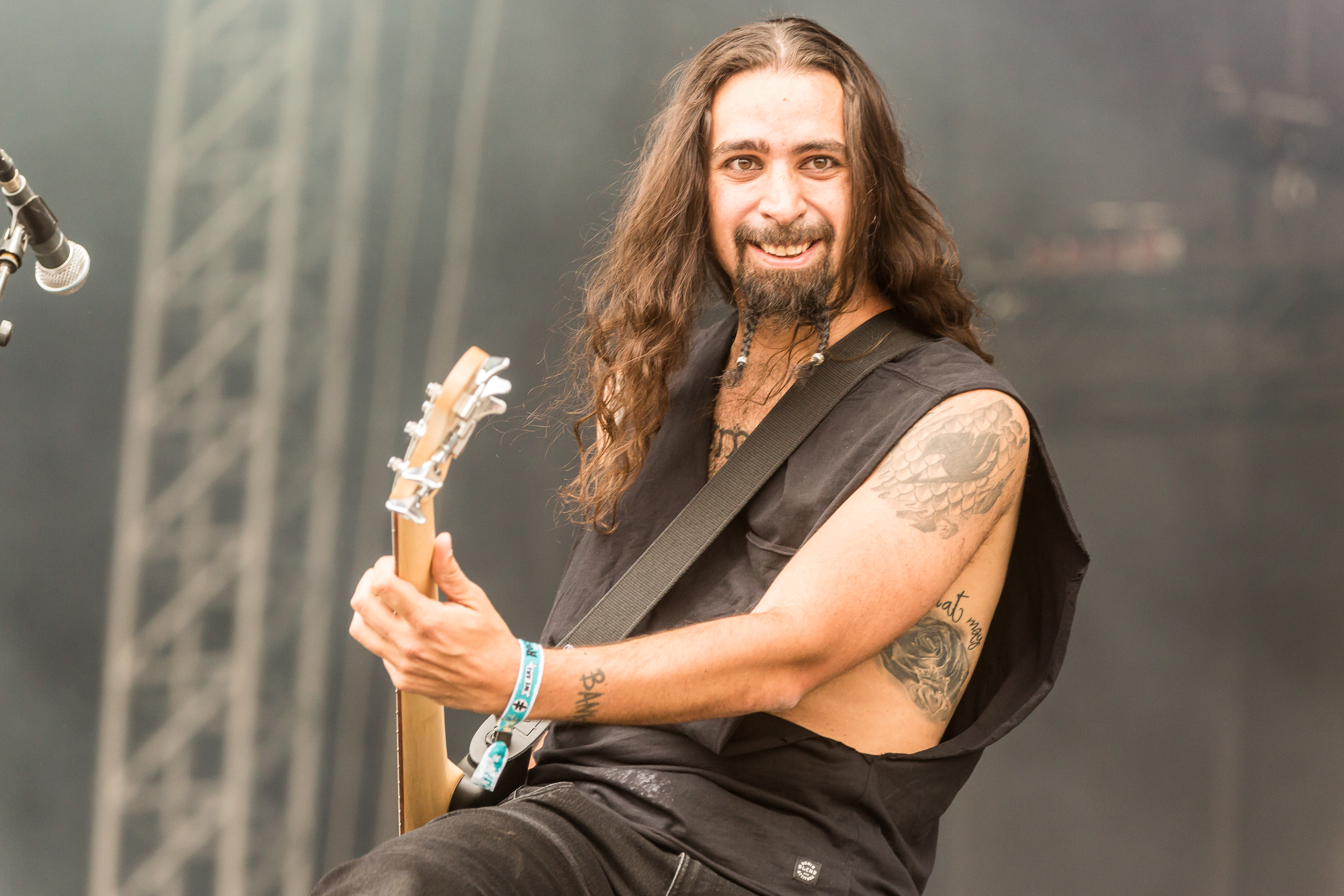
Bassist Francesco Ferraro
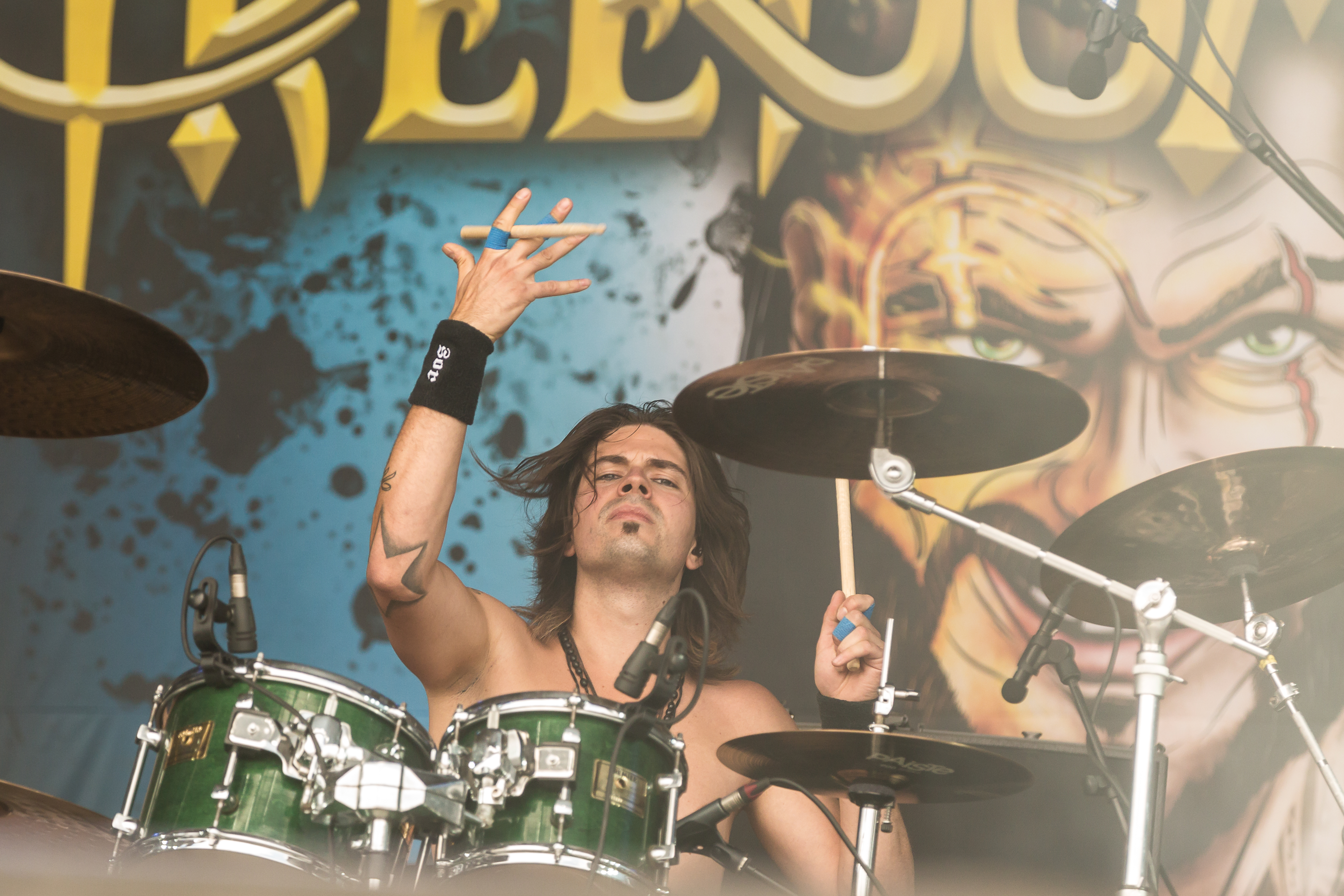
Schlagzeuger Timmi Breideband

## Diskografie

### Alben
| Jahr | Titel Musiklabel                     | Höchstplatzierung, Gesamtwochen, AuszeichnungChartplatzierungen (Jahr, Titel, Musiklabel, Platzierungen, Wochen, Auszeichnungen, Anmerkungen) | Höchstplatzierung, Gesamtwochen, AuszeichnungChartplatzierungen (Jahr, Titel, Musiklabel, Platzierungen, Wochen, Auszeichnungen, Anmerkungen) | Höchstplatzierung, Gesamtwochen, AuszeichnungChartplatzierungen (Jahr, Titel, Musiklabel, Platzierungen, Wochen, Auszeichnungen, Anmerkungen) | Anmerkungen                             |
| Jahr | Titel Musiklabel                     | DE | AT | CH | Anmerkungen                             |
| ---- | ------------------------------------ | --- | --- | --- | --------------------------------------- |
| 1999 | Stairway to Fairyland Steamhammer    | — | — | — | Erstveröffentlichung: 31. Mai 1999      |
| 2001 | Crystal Empire Steamhammer           | DE94 (1 Wo.)DE | — | — | Erstveröffentlichung: 22. Januar 2001   |
| 2002 | Eternity Steamhammer                 | DE55 (1 Wo.)DE | — | — | Erstveröffentlichung: 3. Juni 2002      |
| 2005 | The Circle of Life Steamhammer       | — | — | — | Erstveröffentlichung: 21. März 2005     |
| 2007 | Dimensions Steamhammer               | DE92 (1 Wo.)DE | — | — | Erstveröffentlichung: 20. April 2007    |
| 2010 | Legend of the Shadowking Steamhammer | — | — | — | Erstveröffentlichung: 1. Februar 2010   |
| 2012 | Land of Crimson Dawn Steamhammer     | DE59 (1 Wo.)DE | — | CH67 (1 Wo.)CH | Erstveröffentlichung: 24. Februar 2012  |
| 2014 | Beyond Steamhammer                   | DE41 (1 Wo.)DE | — | CH74 (1 Wo.)CH | Erstveröffentlichung: 21. Februar 2014  |
| 2016 | Master of Light Steamhammer          | DE64 (1 Wo.)DE | — | CH78 (1 Wo.)CH | Erstveröffentlichung: 11. November 2016 |
| 2019 | M.E.T.A.L. Steamhammer               | DE24 (1 Wo.)DE | — | CH32 (1 Wo.)CH | Erstveröffentlichung: 23. August 2019   |
| 2024 | Silver Romance Steamhammer           | DE53 (1 Wo.)DE | AT71 (1 Wo.)AT | CH17 (1 Wo.)CH | Erstveröffentlichung: 10. Mai 2024      |

### Sonstiges
- 1998: Freedom Call (Demo)
- 1999: Taragon (EP, nur in Japan und Frankreich erschienen)
- 2001: Silent Empire (Akustik)
- 2004: Live Invasion (Livealbum mit Taragon)
- 2010: Zauber der Nacht (Single mit einer deutschen Version von Under the Spell of the Moon)
- 2011: Live in Hellvetia (Livealbum als DVD und CD)
- 2013: Ages of Light – The Best of 1998 – 2013 (Kompilation)
- 2015: Eternity – 666 Weeks Beyond Eternity (Neuabmischung und -veröffentlichung von Eternity mit Bonusmaterial)
- 2023: The M.E.T.A.L. Fest (Livealbum)